# A fost odată la... Hollywood

A fost odată la Hollywood (tilu original în limba engleză: Once Upon a Time in Hollywood) este un film de comedie și dramă din 2019, scris și regizat de Quentin Tarantino. Produs de Columbia Pictures, Bona Film Group, Heyday Films și Visiona Romantica și distribuit de Sony Pictures Release, este o coproducție internațională între Statele Unite și Regatul Unit. Printre actori se regăsesc Leonardo DiCaprio, Brad Pitt, Margot Robbie, Kurt Russell, Emile Hirsch, Margaret Qualley, Timothy Olyphant, Austin Butler, Dakota Fanning, Bruce Dern și Al Pacino. Aceștia fac parte dintr-o distribuție care interpretează „mai multe povești într-un basm modern tributar momentelor finale ale epocii de aur a Hollywoodului” Filmul își desfășoară acțiunea în 1969 în Los Angeles.

## Distribuție
- Leonardo DiCaprio: Rick Dalton
- Brad Pitt: Cliff Booth
- Margot Robbie: Sharon Tate Margot Robbie o interpretează pe actrița Sharon Tate, ucisă în 1969.
- Emile Hirsch: Jay Sebring
- Margaret Qualley: Pussycat

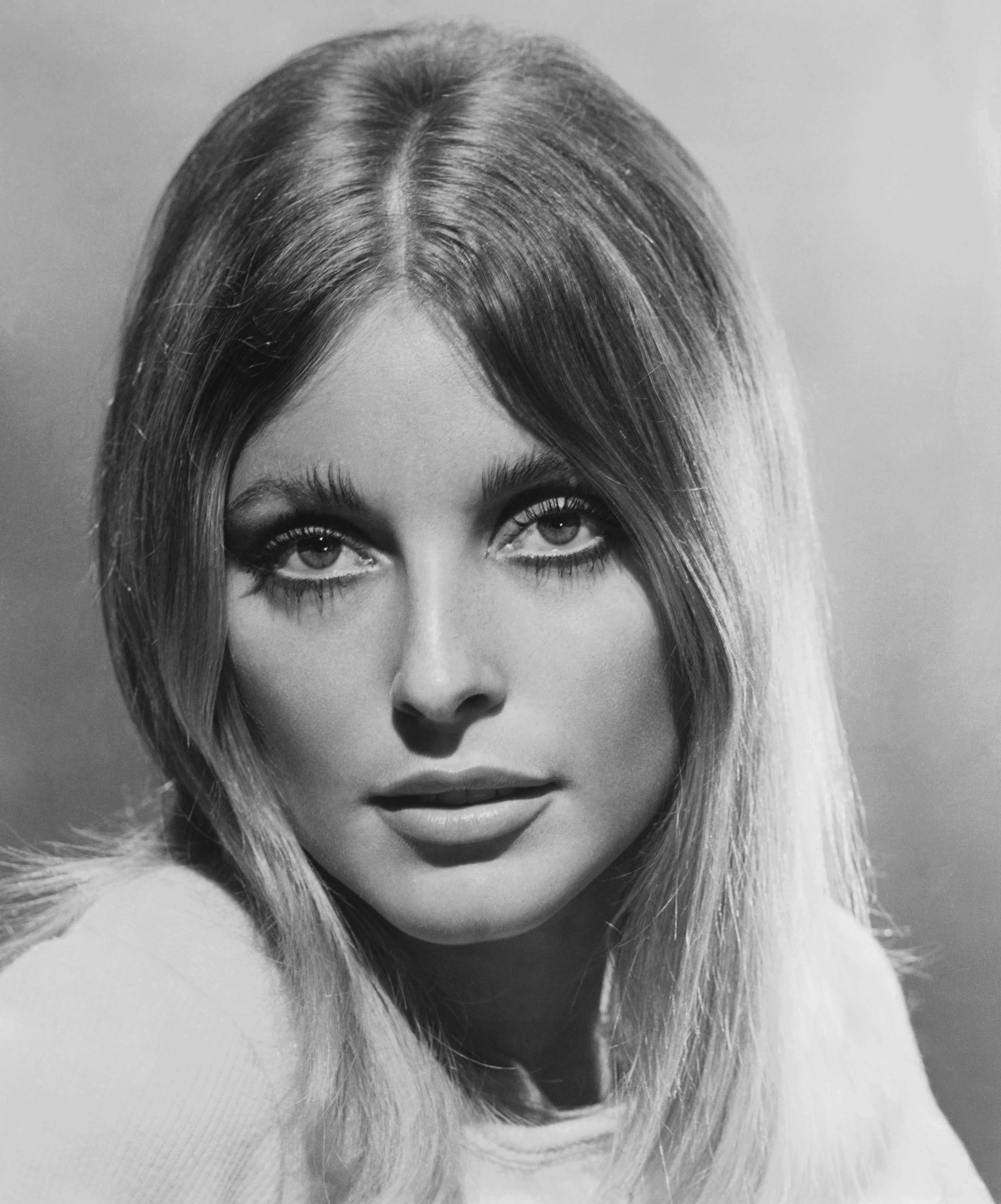
Margot Robbie o interpretează pe actrița Sharon Tate, ucisă în 1969.

- Timothy Olyphant: James Stacy in Lancer
- Luke Perry: Wayne Maunder in Lancer
- Dakota Fanning: Lynette „Squeaky“ Fromme
- Austin Butler: Charles „Tex“ Watson
- Bruce Dern: George Spahn
- Al Pacino: Marvin Schwarz
- Julia Butters: Trudi Fraser
- Nicholas Hammond: Sam Wanamaker
- Kurt Russell: Randy / naratorul
- Lorenza Izzo: Francesca Cappuci
- Mikey Madison: Susan „Sadie“ Atkins
- Madisen Beaty: Patricia „Katie“ Krenwinkel
- Maya Hawke: Linda Kasabian
- Damon Herriman: Charles Manson
- Lena Dunham: Catherine „Gypsy“ Share
- Victoria Pedretti: Leslie „Lulu“ Van Houten
- Rafał Zawierucha: Roman Polański
- Costa Ronin: Wojciech „Voytek“ Frykowski
- Samantha Robinson: Abigail Folger
- Damian Lewis: Steve McQueen
- Rachel Redleaf: Mama Cass Elliot
- Rebecca Rittenhouse: Michelle Phillips
- Rumer Willis: Joanna Pettet
- Dreama Walker: Connie Stevens
- Zoë Bell: Janet, soția lui Randy
- Spencer Garrett: Allen Kincade
- Scoot McNairy: „Business“ Bob Gilbert
- Omar Doom: Donny
- Clifton Collins Jr.: Ernesto „The Mexican“ Vaquero in Lancer
- Michael Madsen: Sheriff in Bounty Law
- James Remar: actor in Bounty Law
- Martin Kove: actor in Bounty Law
- Clu Gulager: Buchladenbesitzer
- Brenda Vaccaro: Mary Alice Schwarz